# Коломийченко, Алексей Сидорович
Алексей Сидорович Коломийченко (18 (30) марта 1898, Шпола — 17 сентября 1974, Киев) — советский оториноларинголог. Доктор медицинских наук, профессор, член-корреспондент АН УССР (с 20 декабря 1967 года). Организатор и первый директор Института отоларингологии Академии медицинских наук УССР. Брат — хирург Михаил Коломийченко.

## Биография
Родился 18 (30 марта) 1898 года в городе Шпола Черкасской области в многодетной преуспевающей крестьянской семье. В 1919-1924 годах учился на медицинском факультете Киевского университета. Одновременно с учёбой работал проводником-фельдшером на Юго-Западной железной дороге.
С 1924 года работал врачом-стажёром в Изяславской участковой больнице Шепетовского округа. С 1928 года — в Киевском институте усовершенствования врачей. Работал младшим ассистентом, старшим приват-доцентом, а с 1936 года — доцентом клиники.
В 1936 году назначен заведующим большим детским оториноларингологическим отделением, которое он организовал впервые на Украине в районной больнице имени Н. И. Калинина. На этой базе его самостоятельная педагогическая деятельность началась с чтения врачам курсантам Киевского института усовершенствования врачей лекции по оториноларингологическим заболеваниям детского возраста. Клиника стала центром развития нового в то время направления оториноларингологии — детской хирургии уха, горла и носа.
В 1937-1940 годах детально разработал актуальные в то время вопросы лечения грудных детей с заболеваниями уха при токсических диспепсиях. При этой патологии в то время был высокий процент смертности. А. И. Коломийченко предложил и внедрил в практику антро-и тимпанопункцию, которые оказались очень эффективными, способствовали снижению смертности. Впервые в Киеве и на Украине применил удаление инородных тел из гортани, трахеи и бронхов без трахеотомии и широко внедрил в практику метод прямой ларингоскопии у детей. Он также впервые использовал новые в то время препараты — сульфидин и сульфазол при лечении детей с отоантритами. Одновременно был консультантом Института охраны материнства и детства.
17 декабря 1940 года успешно защитил диссертацию, утвержден в ученой степени доктора медицинских наук 17 мая 1941 года.
Во время Великой Отечественной войны оказался в оккупированном Киеве. Работал в нескольких оториноларингологических заведениях, в основном на территории больницы имени Н. И. Калинина. Принимал активное участие в оказании помощи партизанам и участникам киевской подпольной организации. Спасал юношей и девушек от угона в Германию, помещал их в клинику под видом тяжелобольных, выдавал фальшивые справки.
С 1943 года заведовал кафедрой оториноларингологии стоматологического факультета Киевского медицинского института. В 1944-1966 гг. — заведующий кафедрой отоларингологии Института повышения квалификации врачей, в 1952-1960 гг. — начальник отделения больницы 4-го управления Минздрава УССР. В 1960 году организовал Киевский НИИ отоларингологии: в 1960-1974 годах — его первый директор, с 1974 года — научный консультант.
Ещё в юности из-за болезни потерял слух и всю жизнь читал по губам. Его безуспешно пытался оперировать американский врач-оториноларинголог и отохирург Сэмюэл Розен.
С 1919 года жил в Киеве по улице Рейтарской, 17. Умер 17 сентября 1974 года. Похоронен в Киеве на Байковом кладбище (участок № 1).

## Научная и общественная деятельность
Внес значительный вклад в разработку тонзиллярный проблемы, диагностику и лечение сниженного слуха, воспалительных процессов среднего уха, внутричерепных осложнений, консервативной терапии основных заболеваний уха, горла, носа, лечение травматических повреждений, склеромы верхних дыхательных путей, профессиональной патологии органов слуха. Усовершенствовал старые способы проведения операций, разработал новые. Создал научную школу отоларингологии на Украине.
С 1958 года был главным редактором «Журнала ушных, носовых и горловых болезней», с 1964 года — председатель правления Украинского общества оториноларингологов.

## Награды
Заслуженный деятель науки УССР (с 1955 года); лауреат Ленинской премии (1964 год; за разработку и внедрение в практику слуховосстанавливающих операций при отосклерозе).

## Память
В июне 1978 года Киевскому институту отоларингологии присвоено имя Алексея Коломийченко. В институте работает Музей имени Алексея Коломийченко. Возле входа в институт по адресу Зоологическая, 3 8 мая 1978 года установлена бронзовая мемориальная доска с барельефом ученого (скульптор Н. К. Вронский, архитектор В. Г. Гнездилов). В Шполе районная больница носит имя братьев Коломийченко, при ней есть и музей.
В Киеве на доме по улице Рейтарской, 17, где в 1919-1974 годах жил Алексей Коломийченко, 24 апреля 2003 года установлена гранитная мемориальная доска (скульптор Н. М. Срибнюк).